# Кванджу Мудын
Стадион Кванджу Мудын (кор. 광주무등경기장) — спортивный комплекс, находящийся в городе Кванджу (Республика Корея). На данный момент состоит из двух бейсбольных полей. Ранее включал в себя многофункциональный стадион для футбола и лёгкой атлетики, бейсбольный стадион, спортивный зал, бассейн, теннисные корты, конную площадку, тир для стрельбы из лука. Был построен в 1965 году. В 2011 году основной стадион снесён и на его месте сооружена современная бейсбольная арена «Киа Чемпионс Филд». На старом же поле планируется убрать сиденья и переоборудовать под площадки для мини-футбола и скалолазания.

## Объекты комплекса

### Главный стадион
Главный стадион комплекса построен в 1965 году и использовался для соревнований по футболу и лёгкой атлетике. Мог вмещать до 30 000 зрителей. В 1980—1990-е годы периодически использовался для игр чемпионата Южной Кореи. В 1988 году стадион принимал матчи футбольного турнира Летних Олимпийских игр. В 2011 году снесён. На его месте построен новый бейсбольный стадион и музей бейсбола.

### Бейсбольный стадион
Бейсбольный стадион Кванджу Мудын открыт одновременно с основной ареной в 1965 году. Вмещал 12 500 зрителей. С 1982 до 2013 годы являлся домашней ареной клуба Корейской бейсбольной лиги «Киа Тайгерс». Планируется перепрофилировать под развитие массового спорта.

### Прочие сооружения
- Спортивный зал Ёмджу построен в 1987 году и вмещает около 9 000 зрителей. Используется для баскетбольных и волейбольных матчей.
- Тренажёрный зал
- Площадка для верховой езды
- Теннисные корты
- Международный центр стрельбы из лука (снесён)
- Бассейн (открыт в 1993 году, снесён в 2008)